# Николай Иванов (волейболист, р. 2006)
 Вижте пояснителната страница за други личности с името Николай Иванов.
Николай Иванов (роден на 14 април 2006 г. в Добрич, България) е български волейболист, играещ на позицията посрещач. Към 2024 г. се състезава за мъжкия отбор на ВК „Добруджа 07“ (Добрич).

## Състезателна кариера
Николай Иванов започва своята волейболна кариера като юноша във ВК „Добруджа 07“. Печели два пъти бронзови медали на Държавното първенство за юноши старша възраст през сезоните 2022/2023 и 2023/2024. През сезон 2022/2023 Иванов е отличен с наградата за най-добър изпълнител на начален удар, а през следващия сезон получава приза за най-добър нападател.
През лятото на 2022 г. Николай Иванов е включен в мъжкия състав на „Добруджа 07“, където дебютира на 15 октомври 2022 г. в мач срещу ЦСКА (София) в първия кръг на efbet Супер волей, когато е само на 16 години. Под ръководството на старши треньора Данаил Милушев, Иванов постепенно затвърждава своето място в отбора. През сезон 2023/2024 той често попада в идеалния отбор на кръга. На 29 декември 2023 г. е избран за най-полезен играч (MVP) при победата на „Добруджа 07“ над „Хебър“ (Пазарджик) в 11-ия кръг на първенството.

## Национален отбор
Николай Иванов дебютира за националния отбор на България за мъже под 19 години на 2 юли 2023 г. в приятелска среща срещу Бразилия, проведена в Метц, Франция. През същата година националният отбор на България завоюва сребърните медали на Балканското първенство в Тирана, Албания, след като губи драматично на финала от Сърбия с 3:2. Месец по-късно отборът завършва на пето място на Световното първенство в Аржентина.
През лятото на 2024 г. Иванов е повикан за първи път в лагера на мъжкия национален отбор на България, воден от селекционера Джанлоренцо Бленджини. Същата година Иванов е част от националния отбор на България за мъже под 20 години, с който печели балканската титла, завършвайки турнира без нито една загуба. На Европейското първенство за мъже под 20 години, чиито домакини са Гърция и Сърбия през август/септември 2024 г., националният отбор на България печели сребърните медали, след като отстъпва във финала на световните шампиони от Франция, изигран във Върнячка Баня, Сърбия.

## Успехи
- Второ място в престижната анкета „Спортист на Добрич“ за 2024 година. [11]
- Сребърен медалист от Европейското първенство за мъже под 20 години (2024)
- Балкански шампион с националния отбор на България за мъже под 20 години (2024)
- Сребърен медалист от Балканското първенство за мъже под 19 години (2023)
- Бронзов медалист с юношите старша възраст на ВК „Добруджа 07“ (2022/2023, 2023/2024)
- Най-добър изпълнител на начален удар на Държавното първенство за юноши старша възраст (2022/2023)
- Най-добър нападател на Държавното първенство за юноши старша възраст (2023/2024)
- Най-полезен състезател (MVP) в 11-ия кръг на efbet Super Volley (2023/2024)
- Шесто място в анкетата „Спортист на годината“ на град Добрич (2023)
- Спортист на месец май 2024 г. (класация на Община Добрич)[12]